# Raymond Chandler
Raymond Thornton Chandler [čendlr] (23. července 1888 Chicago, Illinois – 26. března 1959 La Jolla, Kalifornie) byl americký autor detektivních románů, povídek a scénářů, nejvýznamnější zástupce tzv. hard-boiled fiction (americké drsné školy).

## Život
Narodil se v irsko-americké rodině. Chicago právě zažívalo velký boom a vděčilo za to rychle se rozvíjející železnici. Rodiče ho dali na univerzitu, kde měl výborné studijní výsledky. Díky tomu dostal možnost odjet do Evropy, a to hlavně do Londýna, kde začal psát pro několik časopisů.
Chandler byl nejdříve hlavně básníkem. Někteří jeho styl dokonce připodobňují ke stylu, jaký používal Thomas Stearns Eliot. Chandler totiž používal volný verš, on sám pokládal tento styl básní ne za modernismus, ale další součást anglické tradice a její přirozený vývoj.
V roce 1912 odjel zpět do USA, zřejmě protože se bál, že psaním neuživí sebe a svou matku. V srpnu 1917 vstoupil do kanadské armády (do kanadské, protože chtěl bojovat za britské impérium) a jako vysoký důstojník bojoval mimo jiné i na nechvalně známé západní frontě. V červnu 1918 jako jediný z celé čety přežil s otřesem mozku boje na hřebenu Vimy a po vyléčení se přihlásil do pilotního kurzu R.F.C. Válka ale skončila dříve, než se Chandler stihl stát vojenským pilotem. V jednom dopisu z války Chandler napsal:
| „ | „Když musíte vyskočit ze zákopu, myslíte jen na to, abyste rojnici svých mužů udrželi dost rozptýlenou a tím snížili ztráty. To šlo vždycky těžko, protože přirozená touha vojáků, vystavených husté palbě, je shluknout se do houfu.“ | “ |

Kvůli těmto hrůzným zážitkům se u Chandlera poprvé objevilo silnější holdování alkoholu, nebylo to však naposled.
Po válce se Chandler usadil v Kalifornii, oženil se a čekal na literární inspiraci. V té době si vydělával různě, jistou dobu i vyplétáním tenisových raket, avšak po absolvování kurzu účetnictví se uchytil ve světě byznysu. Dotáhl to až na výkonného ředitele a člena správní rady několika malých, ale bohatých ropných společností a koncem 20. let vydělával slušné peníze.
Další těžký úder zasadila Chandlerovi smrt jeho o dost starší manželky (1954) a také jeho matky (1923), na kterou byl celý život silně upnutý. A Chandlerovi se opět připomněl jeho sklon k alkoholismu. Právě kvůli nadměrnému pití ho vyhodili i z práce.
Chandler trpěl nouzí a tehdy narazil na tzv. pulpy neboli šestákové magazíny (něco jako u nás rodokapsy).

## Dílo
Zde začíná kariéra Chandlera jako spisovatele detektivních próz. Nejprve začal psát povídky pro časopis Black mask, který uveřejňoval hlavně drsné kriminální povídky. Do tohoto časopisu po 5 měsících práce poslal Chandler první povídku Vyděrači nestřílejí o 18 000 slovech, za niž dostal 180 dolarů.
Období této jeho tvorby v letech 1933–1938 je nazýváno tzv. předmarlowovským obdobím.
V těchto letech publikoval v pulpech na patnáct povídek, ve kterých hráli hlavní roli zvláště losangeleští policisté. Už zde se poprvé ukazuje Chandlerův cit pro vykreslení atmosféry. Právě atmosféra losangeleských zákoutí byla pro jeho povídky typická a zajímala ho více než samotná zápletka. Chandler nechtěl psát jenom prosté napínavé historky o vraždách. Ve svém životopise říká:
| „ | „Chtěl jsem si hrát s fascinujícím novým jazykem, abych se přesvědčil, co to udělá, použiju-li ho jako vyjadřovacího prostředku, který by zůstal na úrovni neintelektuálního myšlení, a přesto nabyl síly říkat věci, které se obvykle říkají jenom ve vysoké literatuře. | “ |

A toto vysoké předsevzetí si Chandler splnil v sedmi románech, ve kterých hraje hlavní roli soukromý detektiv Phil Marlowe.
Chandler mistrně využil osobitý styl a estetiku díla (inspirací mu byl např. Ernest Hemingway) a v roce 1938 napsal román Hluboký spánek, kde se poprvé objevuje právě i Phil Marlowe.
Jednoho z nejznámějších detektivů charakterizuje sám Chandler ve slavném eseji z ledna 1935 – Prosté umění vraždy:
| „ | „Těmi ošumělými ulicemi musí kráčet muž, sám morálně neošumělý, muž nepošpiněný a bez bázně. Takovým mužem musí být detektiv v tomto druhu příběhu. Je hrdinou, je vším. Musí být celý muž, normální a přitom neobyčejný muž. Je osamělý a je hrdý tím, že s ním budete jednat jako s hrdým člověkem, nebo budete velmi litovat že jste ho kdy spatřili… Myslím, že kdyby takových jako on existovalo víc, dalo by se ve světě žít mnohem bezpečněji, a přitom ne tak nudně, aby nestálo za to v něm žít.“ | “ |

Ve Philipu Marlowovi Chandler vytvořil kombinaci svého vlastního charakteru – tedy sklony k alkoholismu, kouření a ironické vyjadřování, a tradičního hrdiny šestákové literatury. Je to člověk nesoucí v sobě odkaz pistolníků divokého západu – ušlechtilé, rytířské, ale i muže od života nic nečekajícího – věčně opilého, znuděného životem a cynického v tom nejsilnějším slova smyslu. Právě čest však u Marlowa hraje významnou roli. Jeho smysl pro spravedlnost, ač na první pohled dobře maskovaný, je přece jen velmi silný.
| „ | „... Ano, jsem přesně takový jako postavy v mých knihách. Jsem tvrdý chlapík a je o mně známo, že dokážu holýma rukama přepůlit rohlík ... | “ |
| — | |   |

Román zaznamenal velký úspěch a Chandler se proto dal do psaní dalších. Román Sbohem buď lásko má vyšel v říjnu 1940, Vysoké okno v srpnu 1942 a Dáma v jezeře v listopadu 1943. Nejchladněji byl přijat román Dáma v jezeře, ač Chandler právě jemu věnoval nejvíce času. Zde Chandler nadobro umlčel ústa křičící cosi o triviální literatuře. Všechny jeho detektivní romány byly recenzovány ve sloupcích určených pro vysokou literaturu a nejzapřisáhlejší nepřítel detektivek mezi literárními kritiky 60. let minulého století, Edmund Wilson, vzal na milost pouze jediného autora – Raymonda Chandlera.
Literární úspěch Chandlerovi zajistil, že mu brány otevřel i Hollywood, kam prodal práva na některé romány a získal zaměstnání jako scenárista.
V roce 1943 mu spolupráci nabídl režisér Bill Wilder a to na filmu Pojistka smrti. Scenáristicky se podílel také na filmu Modrá jiřina a na dalších, avšak nemohl spolupracovat na scénáři filmu podle vlastní knihy Hluboký spánek, kde hrál hlavní roli Humphrey Bogart, neboť jej produkovalo jiné studio, než s kterým měl smlouvu.
Ani jeho románům však nebyl konec. V roce 1949 vydal další román Sestřička a v roce 1953 pak rozsáhlé dílo Dlouhé sbohem, které česky vyšlo i pod názvem Loučení s Lennoxem, a které je mnohými považováno za Chandlerovo vůbec nejlepší dílo. Jeho posledním dokončeným románem se stal Playback, v češtině nazván Případ naruby, který vyšel v roce 1958 a podle Josefa Škvoreckého si v jeho závěru spisovatel předpověděl vlastní smrt.
Posledním (nedokončeným) dílem je Případ z Poodle Spring.
Raymond Chandler zemřel v La Jolle na zápal plic 26. března 1959.

## Romány
- Hluboký spánek (The Big Sleep, 1939)
- Sbohem buď, lásko má (Farewell, My Lovely, 1940)
- Vysoké okno (The High Window, 1942)
- Dáma v jezeře (The Lady in the Lake, 1943)
- Sestřička (The Little Sister, 1949)
- Loučení s Lennoxem (The Long Goodbye, 1954) – nejlepší román Edgar Allan Poe Award, 1955[1]
- Případ naruby (Playback, 1958)
- Případ z Poodle Springs (Poodle Springs, 1959, nedokončeno, v roce 1989 dokončil Robert B. Parker)